# Челнов Олег Йосипович
Олег Йосипович Челнов (псевдонім Беркут; нар. 31 січня 1965, Харків, Українська РСР, СРСР — зник безвісти після 7 березня 1996, Грозний) — український націоналіст, військовик, командир підрозділу УНА-УНСО «Вікінг» під час Першої чеченської війни. Один з двох українців, удостоєних нагороди «Герой нації» Чеченської Республіки Ічкерія (інший — Сашко Білий).

## Життєпис
Народився 31 січня 1965 року у місті Харкові в російськомовній робітничій родині. Один із дідів Олега був репресований і відбував покарання в радянських таборах.
1984 року призваний до війська. За деякими даними, воював в Афганістані. 1988 року добровольцем поїхав до Вірменської РСР ліквідовувати наслідки Спітакського землетрусу, за що згодом був нагороджений орденом «За особисту мужність».
У 1990 році в Олега Челнова народилася донька Аліна.
До Чечні Челнов уперше вирушив 1994 року, де з українських добровольців було сформовано батальйон УНА-УНСО «Вікінг». Під час битви за Грозний в січні 1995 року батальйон брав участь в обороні президентського палацу, Челнов тоді був начальником штабу і постійно носив із собою вибухівку для самоліквідації на випадок потрапляння в полон.
У червні 1995 року лейтенант армії ЧРІ Челнов повернувся до рідного Харкова. Челнов розповідав, що за участь у боях не отримував жодних грошей. Місцеві телеканали записали з ним кілька інтерв'ю. За словами Челнова, станом на червень 1995 року, в Чечні загинуло 12 бійців українського батальйону, зокрема 7 харків'ян. Сам Олег Челнов на той час був поранений. Внаслідок вибуху голкової бомби її отруєний фрагмент пробив руку.
Востаннє Олег Челнов вирушив на Кавказ у січні 1996 року. За офіційною версією він загинув у Грозному під час бою в районі площі «Мінутка» 6 або 7 березня. Але є свідчення людей, які його знали, про те, що бачили його пізніше. Тіло Олега так і не було знайдене, тому вірніше вважати його зниклим безвісти.

## Вшанування пам'яті
Після загибелі на його честь названо одну з вулиць Грозного, а дочці в Харкові призначено пожиттєву пенсію, однак після приходу до влади кадирівців вулицю було перейменовано, а виплати припинились.

## Нагороди
- Орден «За особисту мужність»;
- Орден «Герой нації» (чеч. Орден «Къоман Турпал», Orden «Qoman Turpal») Чеченської Республіки Ічкерія — за мужність і героїзм, проявлені на полі битви за незалежність Чеченської Республіки Ічкерія і Кавказу[4]. Нагороджений посмертно 22 жовтня 1996 року Указом президента Чеченської Республіки Ічкерія Зелімханом Яндарбієвим. Орден даний посмертно, хоча підтверджень смерті Олега Челнова немає досі.